# 프레슬라프 공 키릴
프레슬라프 공 키릴(Kyril, Prince of Preslav, 1964년 7월 11일 ~ )은 시메온 2세와 마르가리타 삭스코부르크고츠키의 둘째 아들이다. 그의 아버지 시메온은 1943년부터 1946년까지 불가리아의 차르로, 2001년부터 2005년까지 불가리아의 총리로 재임했다.